# Televisor
Um televisor, aparelho de televisão ou receptor de televisão (mais comumente chamado de TV, aparelho de TV, televisão ou tele) é um dispositivo eletrônico com a finalidade de ver e ouvir transmissões de televisão ou como monitor de computador. Ele combina um sintonizador, display e alto-falantes. 
Introduzidos no final da década de 1920 em formato mecânico, os aparelhos de televisão tornaram-se um produto de consumo popular após a Segunda Guerra Mundial em formato eletrônico, usando tecnologia de tubo de raios catódicos (CRT). A adição de cores à transmissão de televisão depois de 1953 aumentou ainda mais a popularidade desses aparelhos na década de 1960 e uma antena externa tornou-se uma característica comum nas residências. 
O onipresente aparelho de televisão tornou-se o dispositivo de exibição das primeiras mídias gravadas para uso do consumidor na década de 1970, como Betamax, VHS; estes foram posteriormente sucedidos pelo DVD. Ele tem sido usado como dispositivo de exibição desde a primeira geração de computadores domésticos (por exemplo, Timex Sinclair 1000) e consoles de videogame dedicados (por exemplo, Atari) na década de 1980. No início da década de 2010, a televisão de tela plana incorporando tecnologia de tela de cristal líquido (LCD), especialmente tecnologia LCD retroiluminada por LED, substituiu em grande parte o CRT e outras tecnologias de exibição. As TVs de tela plana modernas normalmente são capazes de exibir alta definição (720p, 1080i, 1080p, 4K, 8K) e também podem reproduzir conteúdo de um dispositivo USB. A partir do final da década de 2010, a maioria das TVs de tela plana começaram a oferecer resoluções 4K e 8K.

## História

### Primeira televisão

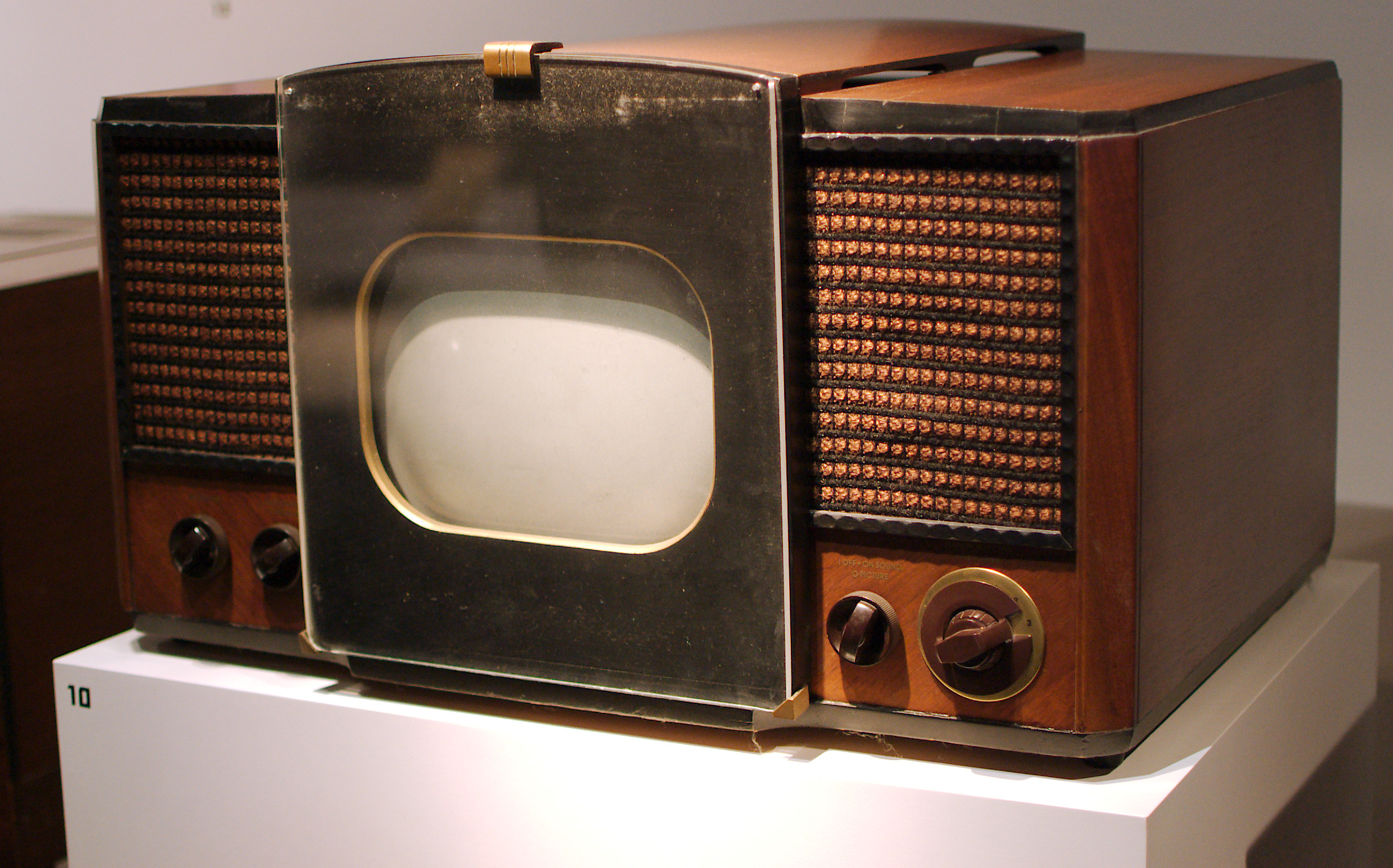
RCA 630-TS, o primeiro aparelho de televisão eletrônico produzido em massa, vendido em 1946–1947

As televisões mecânicas foram vendidas comercialmente de 1928 a 1934 no Reino Unido, França, Estados Unidos e União Soviética. As primeiras televisões fabricadas comercialmente eram radiorreceptores com a adição de um dispositivo de televisão que consistia em um tubo de néon atrás de um disco giratório mecanicamente com uma espiral de aberturas que produzia uma imagem vermelha do tamanho de um selo postal, ampliada para o dobro desse tamanho por uma lupa. O "Televisor" Baird (vendido em 1930-1933 no Reino Unido) é considerado a primeira televisão produzida em massa, vendendo cerca de mil unidades.
Em 1926, Kenjiro Takayanagi demonstrou o primeiro sistema de TV que empregava um display de tubo de raios catódicos (CRT), na Escola Industrial Hamamatsu, no Japão. Este foi o primeiro exemplo funcional de um receptor de televisão totalmente eletrônico. Sua pesquisa para a criação de um modelo de produção foi interrompida pelos Estados Unidos depois que o Japão perdeu a Segunda Guerra Mundial.
As primeiras televisões eletrônicas fabricadas comercialmente com tubos de raios catódicos foram fabricadas pela Telefunken na Alemanha em 1934, seguida por outros fabricantes na França (1936), Reino Unido (1936) e Estados Unidos (1938). O modelo mais barato com tela de 12 polegadas (30 cm) custava 445 dólares (cerca de 9,6 mil dólares em valores de 2023). Estima-se que 19 mil televisores eletrônicos foram fabricados no Reino Unido e cerca de 1,6 mil na Alemanha, antes da Segunda Guerra Mundial. Cerca de 7 mil a 8 mil conjuntos eletrônicos foram fabricados nos Estados Unidos antes que o Conselho de Produção de Guerra interrompesse a fabricação em abril de 1942 e a produção fosse retomada em agosto de 1945. A utilização da televisão no mundo ocidental disparou após a Segunda Guerra Mundial, com o fim do congelamento da produção, os avanços tecnológicos relacionados com a guerra, a queda nos preços da televisão causada pela produção em massa, o aumento do tempo de lazer e o rendimento disponível adicional. Embora apenas 0,5% dos lares estadunidenses tivessem televisão em 1946, 55,7% tinham uma em 1954 e 90% em 1962. No Reino Unido, havia 15 mil lares com televisão em 1947, 1,4 milhão em 1952 e 15,1 milhões em 1968.

### Televisão transistorizada
Os primeiros aparelhos de televisão eletrônicos eram grandes e volumosos, com circuitos analógicos feitos de tubos de vácuo. Por exemplo, o aparelho de TV em cores RCA CT-100 usava 36 tubos de vácuo. Após a invenção do primeiro transistor funcional nos Bell Labs, o fundador da Sony, Masaru Ibuka, previu em 1952 que a transição para circuitos eletrônicos feitos de transistores levaria a aparelhos de televisão menores e mais portáteis. O primeiro aparelho de televisão de estado sólido portátil totalmente transistorizado foi o Sony TV8-301 de 8 polegadas, desenvolvido em 1959 e lançado em 1960. Na década de 1970, os fabricantes de televisores aproveitaram esse impulso para a miniaturização para criar pequenos aparelhos em estilo console que seus vendedores pudessem transportar facilmente, empurrando a demanda por aparelhos de televisão para as áreas rurais. No entanto, o primeiro aparelho de TV em cores totalmente transistorizado, o HMV Colourmaster Modelo 2700, foi lançado em 1967 pela British Radio Corporation. Isso deu início à transformação da audiência televisiva de uma experiência de visualização comunitária para uma experiência de visualização solitária. Em 1960, a Sony havia vendido mais de 4 milhões de aparelhos de televisão portáteis em todo o mundo.
O MOSFET (transistor de efeito de campo semicondutor de óxido metálico, ou transistor MOS) foi inventado por Mohamed M. Atalla e Dawon Kahng no Bell Labs em 1959, e apresentado em 1960. Os pesquisadores dos Laboratórios RCA, W. M. Austin, J. A. Dean, D. M. Griswold e O. P. Hart em 1966 propuseram o uso do MOSFET em circuitos de televisão, incluindo amplificadores de RF, vídeo de baixo nível, croma e circuitos AGC. O MOSFET foi posteriormente amplamente adotado para a maioria dos circuitos de televisão.
No final da década de 1960 e início da década de 1970, a televisão em cores havia se tornado amplamente utilizada. No Reino Unido, BBC1, BBC2 e ITV transmitiam regularmente em cores em 1969 

### Televisão LCD

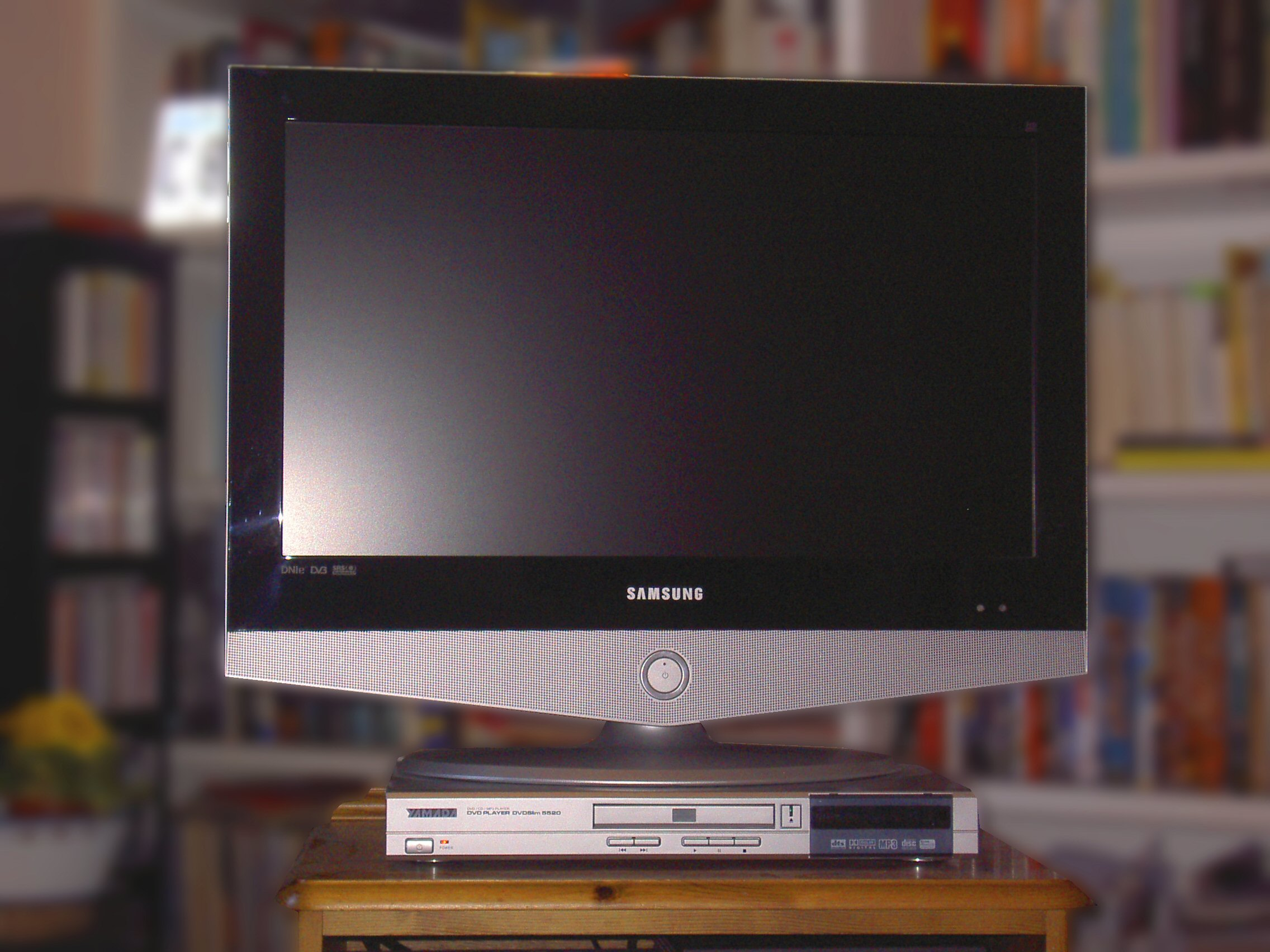
Televisão LCD widescreen Samsung e DVD player

Com base no trabalho de Mohamed M. Atalla e Dawon Kahng no MOSFET, Paul K. Weimer da RCA desenvolveu o transistor de filme fino (TFT) em 1962. Era um tipo de MOSFET, mas distinto do MOSFET em massa padrão. A ideia de um display de cristal líquido Lechner, F. J. Marlowe, E. O. Nester e J. Tults demonstraram o conceito em 1968 com um LCD de espalhamento dinâmico que usava MOSFETs discretos padrão.
Em 1973, T. Peter Brody, J. A. Asars e G. D. Dixon do Westinghouse Research Laboratories demonstraram o primeiro display de cristal líquido com transistor de filme fino (TFT LCD). Brody e Fang-Chen Luo demonstraram o primeiro display plano de cristal líquido de matriz ativa (AM LCD) em 1974.
Em 1982, TVs LCD de bolso baseadas na tecnologia AM LCD foram desenvolvidas no Japão. A Epson ET-10 de 2,1 polegadas (Epson Elf) foi a primeira TV LCD portátil, lançada em 1984. Em 1988, uma equipe de pesquisa da Sharp liderada pelo engenheiro T. Nagayasu demonstrou um display LCD colorido de 14 polegadas, que convenceu a indústria eletrônica de que o LCD acabaria substituindo o tubo de raios catódicos (CRT) como padrão. tecnologia de exibição de televisão. A primeira TV montável na parede foi lançada pela Sharp Corporation em 1992.
Durante a primeira década do século XXI, a tecnologia de exibição de "tubo de imagem" CRT foi quase totalmente suplantada em todo o mundo por monitores de tela plana: primeiros monitores de plasma por volta de 1997, depois LCDs. No início da década de 2010, as TVs LCD, que usavam cada vez mais LCDs retroiluminados por LED, representavam a esmagadora maioria dos aparelhos de televisão fabricados.

### Tamanhos de TV
Clive Sinclair, de Cambridge, criou uma mini TV em 1967 que podia ser segurada na palma da mão e era a menor televisão do mundo na época, embora nunca tenha decolado comercialmente porque o design era complexo. Em 2019, a Samsung lançou a maior televisão até hoje com 292 polegadas, ou seja, cerca de 24 pés. O tamanho médio das TVs cresceu com o tempo.

## Displays
Os aparelhos de televisão podem empregar uma das diversas tecnologias de exibição disponíveis. Em meados de 2019, os LCDs predominam esmagadoramente em novos produtos, mas as telas OLED estão a reivindicar uma quota de mercado crescente à medida que se tornam mais acessíveis e a tecnologia DLP continua a oferecer algumas vantagens em sistemas de projecção. A produção de monitores de plasma e CRT foi completamente descontinuada.

### CRT

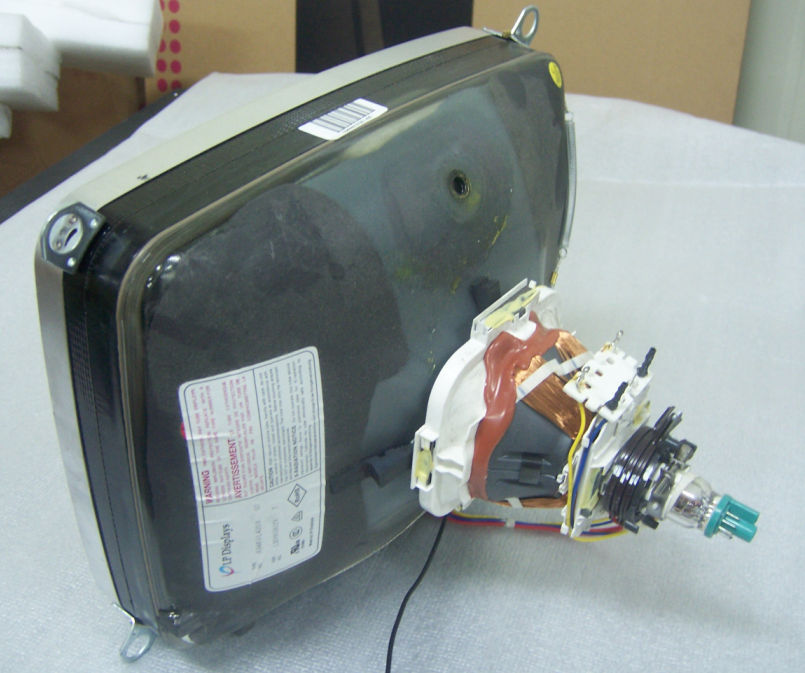
Um tubo de raios catódicos de 14 polegadas mostrando suas bobinas de deflexão e canhões de elétrons

O tubo de raios catódicos (CRT) é um tubo de vácuo que contém um chamado canhão de elétrons (ou três para uma televisão em cores) e uma tela fluorescente onde a imagem da televisão é exibida. O canhão de elétrons acelera elétrons em um feixe que é desviado nas direções vertical e horizontal usando campos elétricos variados ou (geralmente, em aparelhos de televisão) magnéticos, a fim de digitalizar uma imagem raster na tela fluorescente. O CRT requer um envelope de vidro evacuado, que é bastante profundo (bem mais da metade do tamanho da tela), bastante pesado e quebrável. Por uma questão de segurança contra radiação, tanto a face (painel) quanto a parte traseira (funil) foram feitas de vidro de cristal de chumbo, a fim de reduzir a exposição humana à radiação ionizante prejudicial (na forma de raios X) produzida quando os elétrons aceleravam usando uma alta velocidade tensão (10-30 kV) atinge a tela. No início da década de 1970, a maioria das TVs em cores substituíram o vidro com chumbo no painel frontal por vidro vitrificado de óxido de estrôncio.
Em aparelhos de televisão (ou na maioria dos monitores de computador que usavam CRTs), toda a área da tela é digitalizada repetidamente (completando um quadro completo 25 ou 30 vezes por segundo) em um padrão fixo chamado raster. A informação da imagem é recebida em tempo real a partir de um sinal de vídeo que controla a corrente elétrica que alimenta o canhão de elétrons, ou em televisores coloridos, cada um dos três canhões de elétrons cujos feixes pousam em fósforos das três cores primárias (vermelho, verde e azul). Exceto nos primórdios da televisão, a deflexão magnética tem sido usada para digitalizar a imagem na face do CRT; isso envolve uma corrente variável aplicada às bobinas de deflexão vertical e horizontal colocadas ao redor do gargalo do tubo, logo além do(s) canhão(s) de elétrons.

### DLP

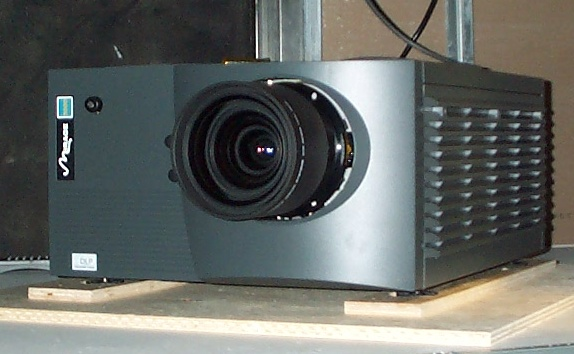
O Christie Mirage 5000, um projetor DLP de 2001

O processamento digital de luz (DLP) é um tipo de tecnologia de projetor de vídeo que utiliza um dispositivo de microespelho digital. Alguns DLPs possuem um sintonizador de TV, o que os torna uma espécie de display de TV. Foi originalmente desenvolvido em 1987 por Larry Hornbeck da Texas Instruments. Embora o dispositivo de imagem DLP tenha sido inventado pela Texas Instruments, o primeiro projetor baseado em DLP foi lançado pela Digital Projection Ltd em 1997. A Digital Projection e a Texas Instruments receberam prêmios Emmy em 1998 pela tecnologia de projetor DLP, que atualmente é usado em uma variedade de aplicações de exibição, desde exibições estáticas tradicionais até exibições interativas e também aplicações embarcadas não tradicionais, incluindo usos médicos, de segurança e industriais. A tecnologia DLP é usada em projetores frontais DLP (unidades de projeção independentes principalmente para salas de aula e empresas), aparelhos de televisão de projeção traseira DLP e sinais digitais. Também é usado em cerca de 85% da projeção de cinema digital e na fabricação aditiva como fonte de energia em algumas impressoras 3D SLA para curar resinas em objetos 3D sólidos.

### Projeção traseira

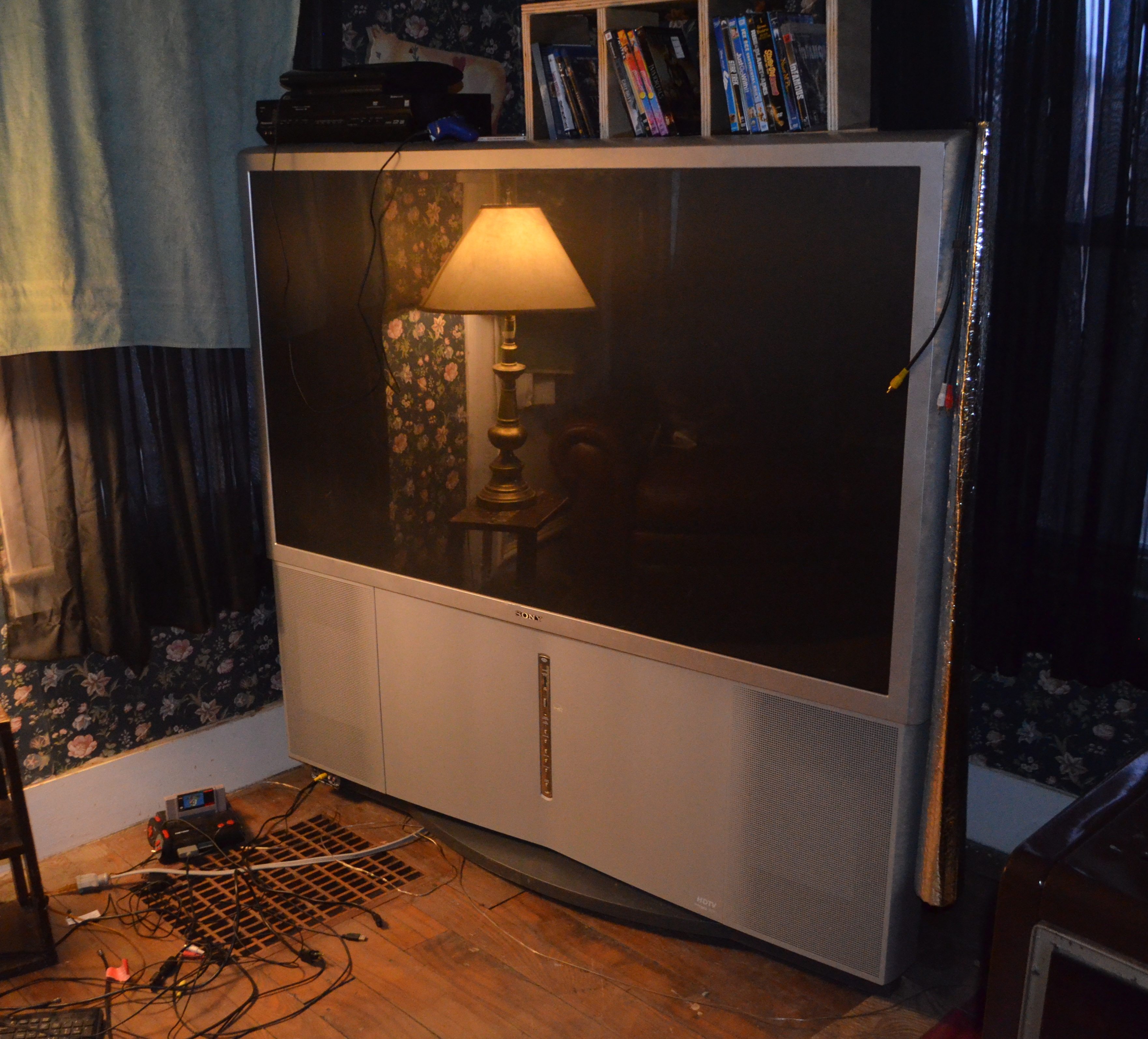
Televisor de projeção traseira de 65 polegadas

Os televisores de retroprojeção (RPTVs) tornaram-se muito populares nos primórdios da televisão, quando não existia a capacidade de produzir praticamente tubos com telas grandes. Em 1936, para um tubo capaz de ser montado horizontalmente no gabinete da televisão, nove polegadas teria sido considerado o maior tamanho conveniente que poderia ser fabricado devido ao comprimento necessário, devido aos baixos ângulos de deflexão dos CRTs produzidos na época, o que significava que os CRTs com frentes grandes também precisariam ser muito profundos,  o que fez com que fossem instalados em um ângulo determinado para reduzir a profundidade do gabinete do aparelho de TV. Tubos de doze polegadas e aparelhos de TV estavam disponíveis, mas os tubos eram tão longos (profundos) que eram montados verticalmente e vistos através de um espelho na parte superior do gabinete do aparelho de TV, que geralmente era montado sob uma tampa articulada, reduzindo consideravelmente a profundidade do conjunto, mas tornando-o mais alto.
Como solução, a Philips introduziu um aparelho de televisão em 1937 que dependia da projeção traseira de uma imagem de um tubo de 4+1⁄2 polegadas em uma tela de 25 polegadas. Isso exigia que o tubo fosse acionado com muita força (em tensões e correntes excepcionalmente altas) para produzir uma imagem extremamente brilhante em sua tela fluorescente. Além disso, a Philips decidiu usar um fósforo verde na face do tubo, pois era mais brilhante do que os fósforos brancos da época. Na verdade, essas primeiras válvulas não estavam à altura do trabalho e, em novembro daquele ano, a Philips decidiu que era mais barato comprar os aparelhos de volta do que fornecer válvulas de reposição na garantia a cada duas semanas ou mais. Melhorias substanciais foram feitas muito rapidamente nesses pequenos tubos e um design de tubo mais satisfatório estava disponível no ano seguinte, ajudado pela decisão da Philips de usar uma tela menor de 23 polegadas. Em 1950, um sistema mais eficiente com um tubo de 2+1⁄2 polegadas de tecnologia amplamente aprimorada e fósforo branco mais eficiente, junto com tamanhos de tela menores e menos exigentes, foi capaz de fornecer uma imagem aceitável, embora a vida útil dos tubos ainda fosse mais curta do que os tubos de visão direta contemporâneos.
No entanto, no início e meados da década de 2000, os sistemas RPTV retornaram como uma alternativa mais barata às TVs LCD e Plasma contemporâneas. Eles eram maiores e mais leves do que as TVs CRT contemporâneas e tinham uma tela plana assim como o LCD e o Plasma, mas ao contrário do LCD e do Plasma, os RPTVs eram frequentemente mais escuros, tinham taxas de contraste e ângulos de visão mais baixos, a qualidade da imagem era afetada pela iluminação da sala e sofria quando comparada com CRTs de visualização direta, além de serem volumosos como os CRTs. Essas TVs funcionavam com um projetor DLP, LCoS ou LCD na parte inferior da unidade e usando um espelho para projetar a imagem em uma tela. A tela pode ser uma lente de Fresnel para aumentar o brilho em detrimento dos ângulos de visão. Algumas unidades iniciais usavam projetores CRT e eram pesadas, pesando até 500 libras. A maioria dos RPTVs usava lâmpadas de altíssimo desempenho como fonte de luz, o que exigia substituição periódica, em parte porque diminuíam com o uso, mas principalmente porque o vidro da lâmpada operacional tornou-se mais fraco com o envelhecimento, a ponto de a lâmpada eventualmente quebrar, muitas vezes danificando o sistema de projeção. Aqueles que usavam CRTs e lasers não necessitaram de substituição.

### Plasma

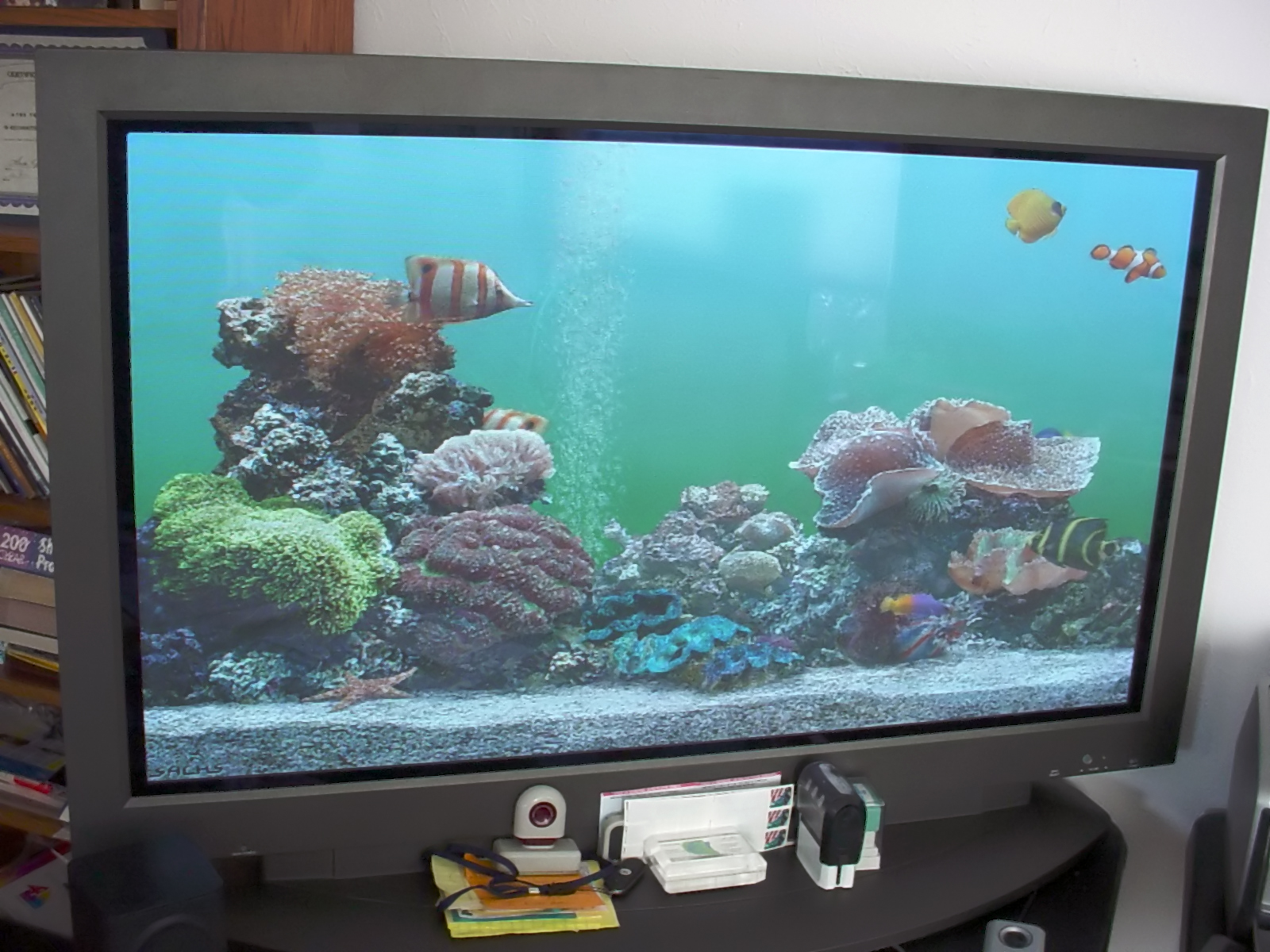
Uma TV de tela de plasma

Um painel de tela de plasma (PDP) é um tipo de tela plana comum em grandes telas de TV 30 polegadas (76 cm) ou maior. Eles são chamados de monitores de “plasma” porque a tecnologia utiliza pequenas células contendo gases ionizados eletricamente carregados, ou o que são, em essência, câmaras mais comumente conhecidas como lâmpadas fluorescentes. Por volta de 2014, os fabricantes de televisores estavam em grande parte eliminando as TVs de plasma, porque se tornaram mais cara e mais difícil de fabricar em 4k em comparação com LED ou LCD.
Em 1997, a Philips apresentou na Consumer Electronics Show (CES) e na CeBIT a primeira TV de tela plana grande (42 polegadas) disponível comercialmente, usando monitores de plasma Fujitsu.

### LCD

Uma TV LCD genérica, com alto-falantes em ambos os lados da tela

Televisores com tela de cristal líquido (TV LCD) são muito mais finas e leves que os tubos de raios catódicos (CRTs) de tamanho de tela semelhante e estão disponíveis em tamanhos muito maiores (por exemplo, 90 polegadas na diagonal). Quando os custos de fabricação caíram, essa combinação de recursos tornou os LCDs práticos para receptores de televisão. Em 2007, os televisores LCD ultrapassaram as vendas de televisores baseados em CRT a nível mundial pela primeira vez e os seus números de vendas em relação a outras tecnologias aceleraram. As TVs LCD rapidamente substituíram os únicos grandes concorrentes no mercado de telas grandes, o painel de plasma e a televisão de retroprojeção. Em meados da década de 2010, os LCDs tornaram-se, de longe, o tipo de tela de televisão mais produzido e vendido.

### OLED

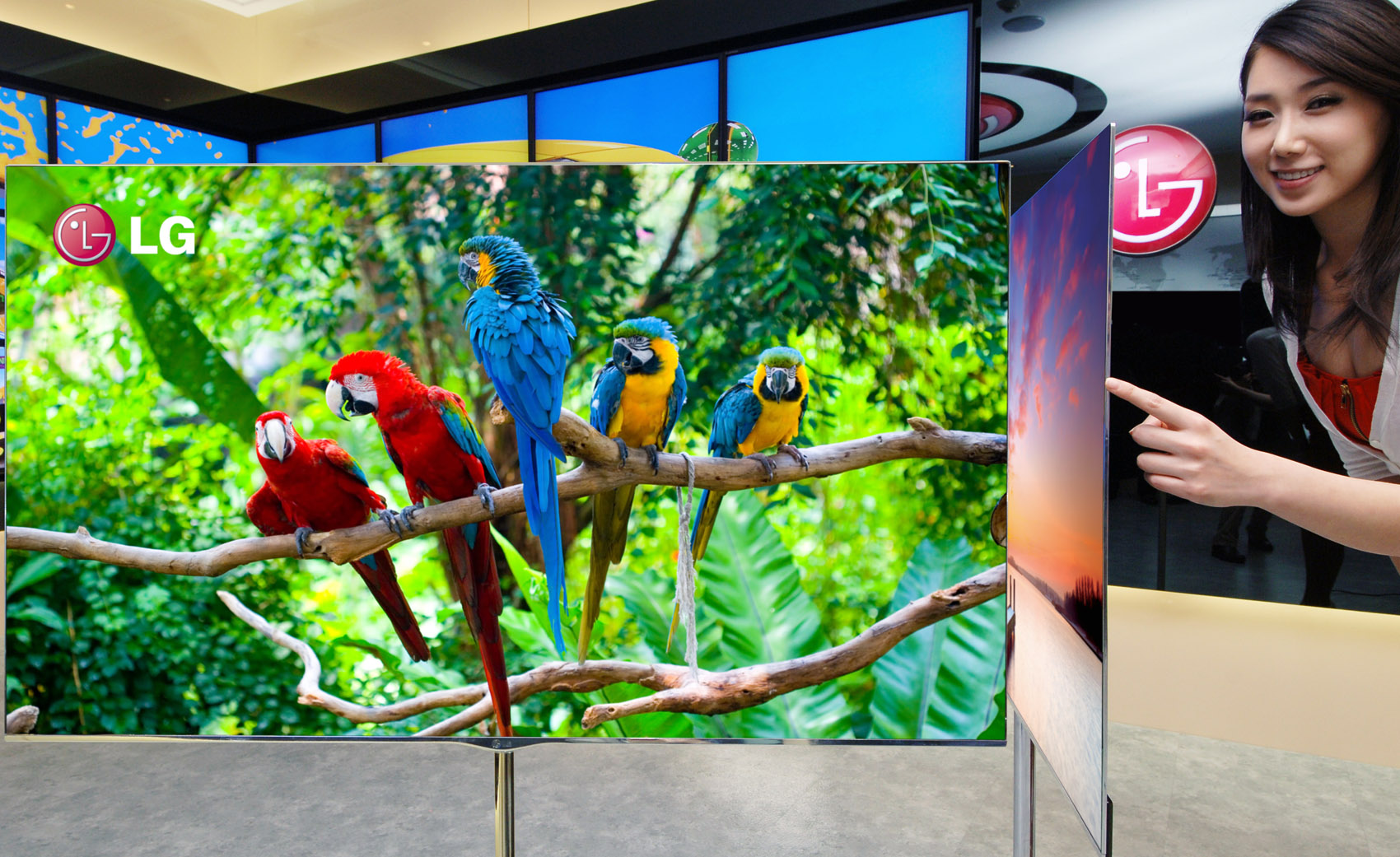
Uma TV OLED

Um OLED (diodo emissor de luz orgânico) é um diodo emissor de luz (LED) no qual a camada eletroluminescente emissiva é uma película de composto orgânico que emite luz em resposta a uma corrente elétrica. Esta camada de semicondutor orgânico está situada entre dois eletrodos. Geralmente, pelo menos um destes eletrodos é transparente. Os OLEDs são usados para criar displays digitais em dispositivos como telas de televisão. Também é usado para monitores de computador, sistemas portáteis como telefones celulares, consoles de jogos portáteis e PDAs. Existem duas famílias principais de OLED: aquelas baseadas em moléculas pequenas e aquelas que empregam polímeros. A adição de íons móveis a um OLED cria uma célula eletroquímica emissora de luz ou LEC, que possui um modo de operação ligeiramente diferente. Os monitores OLED podem usar esquemas de endereçamento de matriz passiva (PMOLED) ou de matriz ativa . Os OLEDs de matriz ativa (AMOLED) requerem um backplane de transistor de película fina para ligar ou desligar cada pixel individual, mas permitem resolução mais alta e tamanhos de exibição maiores.

## Tipo

### Televisão hoteleira
As televisões destinadas à indústria hoteleira fazem parte do sistema interno de televisão de um estabelecimento concebido para ser utilizado pelos seus hóspedes. Portanto, os menus de configurações ficam ocultos e bloqueados por senha. Outros recursos comuns de software incluem limitação de volume, imagem inicial personalizável e ocultação de canal. Essas TVs são normalmente controladas por um set-back box usando uma das portas de dados na parte traseira da TV, que pode oferecer listas de canais, pay per view, vídeo sob demanda e transmissão de um smartphone ou tablet. Esses espaços são inseguros no que diz respeito à pirataria de conteúdo, por isso muitos provedores de conteúdo exigem o uso de gerenciamento de direitos digitais.

### Televisão hospitalar
As televisões hospitalares incluem o fornecimento de TVs com recursos adicionais para usabilidade e segurança. Elas são projetadas para uso em ambientes de saúde nos quais o usuário pode ter mobilidade limitada e deficiência auditiva/visual. Uma característica importante é a conexão do alto-falante tipo travesseiro. Os alto-falantes almofadados combinam funções de chamada de enfermeira, controle remoto de TV e um alto-falante para áudio. Em salas de ocupação múltipla onde várias TVs são usadas próximas, as televisões podem ser programadas para responder a um controle remoto com códigos exclusivos, de modo que cada controle remoto controle apenas uma TV. Aparelhos menores, também chamadas de sistemas de infoentretenimento de cabeceira, possuem um teclado completo abaixo da tela. Isso permite a interação direta sem o uso de um alto-falante tipo travesseiro ou controle remoto.

### Televisão ao ar livre
Os aparelhos de televisão externos são encontrados nas seções externas de bares, campos esportivos ou outras instalações comunitárias. A maioria das televisões externas usa tecnologia de televisão de alta definição. Seu corpo é mais robusto e as telas são projetadas para permanecerem claramente visíveis mesmo sob iluminação externa ensolarada. As telas também possuem revestimentos antirreflexos. Eles são resistentes às intempéries e geralmente também possuem suportes anti-roubo. Os modelos de TV externa também podem ser conectados a reprodutores BD e PVRs para maior funcionalidade.

## Tempo de uso
Nos Estados Unidos, o consumidor médio substitui a sua televisão a cada 6,9 anos, em média, mas pesquisas sugerem que, devido a software e aplicações avançadas, o ciclo de substituição pode estar a diminuir.

### Reciclagem e descarte
Devido às recentes mudanças na legislação sobre resíduos eletrônicos, o descarte de televisores econômico e ecologicamente correto tem se tornado cada vez mais disponível na forma de reciclagem de televisores. Os desafios com a reciclagem de aparelhos de televisão incluem o descarte adequado de HAZMAT, poluição em aterros e comércio internacional ilegal.

## Principais fabricantes

Testes de produtos da Consumer Reports, com aparelhos de televisão LCD e plasma

Estatísticas globais do ano de 2016 para TV LCD.
| Posição | Fabricante     | Fabricante               | Quota de mercado (%) | Sede                   |
| ------- | -------------- | ------------------------ | -------------------- | ---------------------- |
| 1       | Coreia do Sul  | Samsung Electronics      | 20,2                 | Suwon, Coreia do Sul   |
| 2       | Coreia do Sul  | LG Electronics           | 12,1                 | Seul, Coreia do Sul    |
| 3       | China          | TCL Technology           | 9                    | Huizhou, China         |
| 4       | China          | Hisense                  | 6,1                  | Qingdao, China         |
| 5       | Japão          | Sony                     | 5,6                  | Tokyo, Japão           |
| 7       | China          | Skyworth                 | 3,8                  | Shenzhen, China        |
| 8       | Hong Kong      | TPV Technology (Philips) | 3,8                  | Hong Kong, China       |
| 9       | Estados Unidos | Vizio                    | 3,7                  | Irvine, Estados Unidos |
| 10      | China          | Changhong                | 3,2                  | Mianyang, China        |
| 11      | China          | Haier                    | 3                    | Qingdao, China         |
| 12      |                | Outros                   | 27,2                 |                        |